# Războiul Ruso-Turc (1806–1812)
Războiul ruso-turc din 1806–1812 a fost un conflict armat din lunga serie de războaie dintre Imperiile Rus și Otoman.

## Contextul istoric și primele lupte (1806-1807)
Războiul a izbucnit în contextul războaielor napoleoniene. Sultanul otoman, încurajat de înfrângerea suferită de ruși la Austerlitz, a detronat domnitorul Munteniei Constantin Ipsilanti și pe cel al Moldovei Alexandru Moruzi, amândoi fiind considerați rusofili. În același timp, francezii, aliați în acel moment cu Turcia, au ocupat Dalmația și amenințau cu o eventuală invazie în Moldova și Muntenia. Pentru a asigura siguranța frontierelor sudice ale imperiului împotriva unui atac al francezilor, rușii au mutat o armată cu un efectiv de 40.000 de oameni în Principatele Dunărene. Ca răspuns imediat, turcii au blocat traficul navelor rusești prin strâmtori și au declarat război Rusiei. 
La începutul conflictului, țarul nu s-a grăbit să implice masiv armata rusă împotriva turcilor, de vreme ce armata țaristă era implicată în luptele din Prusia cu forțele lui Bonaparte. În Muntenia, atacul masiv otoman care viza ocuparea Bucureștiului a fost oprit la Obilești de Mihail Miloradovici și cei numai 4.500 de soldați (2 iunie 1807).
În Armenia, contele Gudovici, comandând un contingent de 7.000 de soldați, a reușit să distrugă puternica armată otomană de peste 20.000 de soldați în bătălia de la Arpachai, (18 iunie 1807). 
În același timp, flota rusă din Marea Neagră de sub comanda amiralului Dmitri Seniavin a blocat strâmtorile și a distrus flota otomană în bătăliile Dardanellelor și Athosului. 

## Campania din anii 1808–1810
În acest punct, războiul părea că se va sfârși după semnarea păcii de la Tilsit dintre Franța și Rusia. Tarul Alexandru I, după ce fusese silit de Napoleon Bonaparte să semneze un armistițiu cu turcii, a folosit răgazul obținut pentru transferarea unor noi efective din Prusia în Basarabia. După ce armata sa din zona de sud a ajuns la un efectiv de 80.000 de oameni, țarul a hotărât redeschiderea ostilităților cu turcii. Dacă timp de un an bătrânul comandant Prozorovski (76 de ani) nu a reușit să obțină progrese importante, noul comandant al forțelor imperiale ruse, Prințul Bagration a trecut la acțiuni foarte hotărâte, a traversat Dunărea și a ocupat Dobrogea. Bagration a trecut la asedierea pozițiilor fortificate otomane de la Silistra, dar temându-se de înaintarea unei armate turcești de 50.000 de oameni venită în sprijinul asediaților, a evacuat Dobrogea și s-a retras pe pozițiile de plecare din Basarabia. 
În 1810, luptele au fost reluate de armatele țariste aflate sub comanda fraților Kamenski au atacat cu vigoare și au distrus forțele otomane din Pazardjik (22 mai). Fortăreața de la Silistra a fost izolată, iar garnizoana turcă s-a predat pe 30 mai. Încurajați de acest succes, frații Kamenski au asediat zece zile mai târziu puternica fortăreață de la Șumla. Aici, turcii au respins atacul rușilor, provocându-le pierderi importante, rezultate la fel de proaste obținând armata țaristă și în cazul asaltului fortăreței de la Ruse de pe 22 iulie. Fortăreața de la Ruse a fost cucerită de ruși pe 9 septembrie. După ce comandantul rus Kamenski a fost ucis în luptă, noul comandant Mihail Kutuzov a acționat cu multă prudență și a evacuat Silistra și s-a retras spre nord.

## Încetarea războiului și acordul de pace
Manevra înșelătoare a lui Kutuzov l-a determinat pe comandantul otoman Ahmed Pașa să-și conducă cei 60.000 de oameni într-un atac împotriva rușilor. Bătălia dintre cele două forțe a avut loc pe 22 iunie 1811 lângă Ruse. Deși ofensiva turcă a fost respinsă, Kutuzov a hotărât să se retragă în Basarabia. La începutul lunii octombrie, un puternic detașament rus a traversat în condițiile unui secret desăvârșit Dunărea și pe 2 octombrie a atacat în toiul nopții forțele lui Ahmed Pașa. Peste 9.000 de otomani au fost uciși. Ahmed Pașa a fost învins, predându-se împreună cu forțele sale lui Kutuzov pe 23 noiembrie. 
Pe 28 mai 1812, Kutuzov a semnat Pacea de la București, prin care Imperiul Otoman ceda Basarabia. Tratatul a fost aprobat de țarul Alexandru I pe 11 iunie 1812, cu doar o zi înainte de declanșarea invadării Rusiei de către armatele napoleoniene.

## Raportul de forțe in Europa de Sud-Est la începutul secolului al XIX-lea
După un șir de războaie cu puterile vecine, criza Imperiului Otoman s-a acutizat și a cuprins toate sferele vieții, de aceea rezolvarea problemei orientale devenea tot mai acută. Puterile europene urmăreau scopuri expansioniste acționând sub lozinca "eliberării creștinilor".
Scopul principal al Imperiului Rus era rezolvarea problemei orientale în favoare sa, prin stabilirea unei dominații depline asupra Balcanilor și strâmtorilor Bosfor și Dardanele, inclusiv asupra Constantinopolului. Imperiul Habsburgic, urmărind aceleași scopuri anexioniste, s-a folosit de conflictele ruso-otomane pentru a-și extinde influența. Însă la începutul secolului al XIX-lea acesta era amenințat de armatele franceze și nu putea interveni direct în problema orientală.
După proclamarea ca împărat al Franței 1804, Napoleon I începe cuceririle în Europa, fiind cointeresat în ciocnirea dintre Imperiile Rus și cel Otoman pentru a le slăbi puterile și pentru a deturna o parte a armatei ruse din Europa Centrală spre sud-estul continentului. Anglia, deși susținea Rusia ca aliat împotriva Franței, nu dorea consolidarea pozițiilor acesteia în bazinul Mării Negre și în Balcani.